# Bernie Kopell
Bernard Morton Kopell (Nova Iorque, 21 de Junho de 1933) é um ator de televisão, mais conhecido por interpretar Siegfried em Get Smart, Alan-a-Dale em When Things Were Rotten, Jerry Bauman em That Girls, Louis Pallucci em The Doris Day Show, e Dr. Adam Bricker em The Love Boat. Também atuou no seriado A Feiticeira (Bewitched).

## Filmografia

### Televisão
- 2003 Scrubs como Sr. Moran
- 1999 Beverly Hills, 90210 como Dr. Beldon
- 1998 Sunset Beach como Cpt. Nelson
- 1998 The Love Boat: The Next Wave como Dr. Adam Bricker
- 1997 Diagnosis Murder como Dr. Les Franklin
- 1997 Martin como Dr. Adam Bricker
- 1992 The Fresh Prince of Belair como Doc
- 1987 Sledge Hammer! como Vincent Lagarski
- 1987 The Charmings como Dr. Roland
- 1986 The Love Boat como Dr. Adam Bricker
- 1984 Legmen como Apple Dan Bonny
- 1983 Fantasy Island como Carter Ransome
- 1981 Hart to Hart como James Parquest
- 1979 Charlie's Angels como Dr. Adam Bricker
- 1979 Supertrain como Dr. Marshall Fossberg
- 1978 Greatest Heroes of the Bible como Potiphar
- 1978 Flying High como Morgan
- 1977 Alice como Burt
- 1976 The Six Million Dollar Man como Pete Martin
- 1976 Chico and the Man como Harry Stern
- 1975 Kojak como Sam Bernard
- 1975 When Things Were Rotten como Alan-a-Dale
- 1975 The Streets of San Francisco como Dean Watson
- 1975 The Ghost Busters como Dr. Frankenstein
- 1975 Hot L Baltimore como Travez
- 1975 Mary Tyler Moore como Tony
- 1975 The Night Stalker como Dr. Gravanites
- 1975 Harry O como Charlie
- 1974 McMillan & Wife como Bernini Mussolino
- 1973 Needles and Pins como Charlie Miller
- 1973 Temperatures Rising como Harold Lefkowitz
- 1972 The Bob Newhart Show como Dr. Arnold
- 1972 The New Dick Van Dyke Show como Jack Jackson
- 1972 Bewitched como vários personagens
- 1972 Ironside como George Packer
- 1971 The Chicago Teddy Bears como Rudolpho Tarantino
- 1971 Night Gallery como Reed
- 1971 That Girl como Jerry Bauman
- 1971 The Doris Day Show como Louie Palucci
- 1968 The Flying Nun como Dr. G. Paredes
- 1966-1969 Get Smart como Siegfried
- 1966 Green Acres como James D. Stewart
- 1966 Run Buddy Run como Albert Overstreet
- 1966 The Dick Van Dyke Show como Juan
- 1965 My Favorite Martian como George
- 1965 Ben Casey como Al Banner
- 1965 The Beverly Hillbillies como Jerry Best
- 1964 Petticoat Junction como Black Salmon
- 1963 Our Man Higgins como Finnerty

### Cinema
- 2005 The Cutter como Issac Teller
- 2004 The Creature of the Sunny Side Up Trailer Park como Percy Wells
- 2002 A Light in the Forest como Artemis Schnell
- 2002 The Stoneman como Prof. Milano
- 1998 Follow Your Heart como Anthony Mason
- 1998 Bug Buster como Gil Griffin
- 1991 Missing Pieces como Dr. Gutman
- 1989 The Magic Boy's Easter como Mordechai
- 1976 Bound for Glory como Baker
- 1972 Wild in the Sky como Penrat
- 1964 Good Neighbor Sam como Taragon